# 中国共产党第十七届中央委员会委员列表
中国共产党第十七次全国代表大会于2007年10月15日至21日在北京召开。大会选举产生了204名中国共产党第十七届中央委员会委员。

## 委员列表
（按简体中文姓氏笔画排列）
| 肖像 姓名                          | 出生            | 党职                                                                  | 公职                                                                               | 备注 |
| ---------------------------------- | --------------- | --------------------------------------------------------------------- | ---------------------------------------------------------------------------------- | --- |
| 于幼军                             | 1953年 1月      | 中共山西省委副书记 文化部党组书记                                     | 山西省人民政府省长 文化部副部长                                                    | 2008年10月撤銷職務 |
| 卫留成                             | 1946年 8月      | 中共海南省委书记                                                      | 海南省人大常委会主任                                                               | |
| 习近平                             | 1953年 6月1日   | 中共中央政治局常委 中共中央书记处书记 中共中央军委副主席 中央党校校长 | 国家副主席 国家中央军委副主席                                                      | 中央外事/国家安全工作领导小组副组长 中央机构编制委员会副主任 中央党的建设工作领导小组组长 中央深入学习实践科学发展观活动领导小组组长 中央港澳工作协调小组组长 |
| 马馼 （女）                        | 1948年 7月      | 中国共产党中央纪律检查委员会副书记                                    | 监察部部长                                                                         | 国家预防腐败局局长、国务院纠风办主任、中央综治委委员 |
| 马凯                               | 1946年 6月      |                                                                       | 国务委员 国务院秘书长                                                              | |
| 马晓天                             | 1949年 8月      |                                                                       | 中国人民解放军副总参谋长                                                           | 2009年7月晋升空军上将军衔 |
| 王刚                               | 1942年 10月     | 中共中央政治局委员 中央直属机关工委书记                               | 中国人民政治协商会议全国委员会第一副主席                                           | |
| 王君                               | 1952年 3月      | 中共山西省委副书记                                                    | 中华人民共和国山西省省长 国家安全生产监督管理总局局长                              | |
| 王珉                               | 1950年 3月      | 中共吉林省委书记 中共辽宁省委书记                                     | 吉林省人大常委会主任 辽宁省人大常委会主任                                          | |
| 王晨                               | 1950年 12月     |                                                                       | 国务院新闻办公室主任 国家互联网信息办公室主任                                      | |
| 王毅                               | 1953年 10月     | 中共中央委员会台湾工作办公室主任                                      | 国务院台湾事务办公室主任                                                           | |
| 王万宾                             | 1949年 7月      |                                                                       | 全国人大常委会副秘书长                                                             | |
| 王太华                             | 1945年 10月     |                                                                       | 国家广播电影电视总局局长                                                           | |
| 王正伟 （回族）                    | 1957年 6月      | 中共宁夏回族自治区党委副书记                                          | 宁夏回族自治区政府主席                                                             | |
| 王东明                             | 1956年          | 中央机构编制委员会委员                                                |                                                                                    | |
| 王乐泉                             | 1944年 12月     | 中共中央政治局委员 新疆维吾尔自治区党委书记 中央政法委副书记          |                                                                                    | |
| 王兆国                             | 1941年 7月      | 中共中央政治局委员                                                    | 全国人民代表大会常务委员会副委员长 中华全国总工会主席                              | |
| 王旭东                             | 1946年 1月      |                                                                       | 工业和信息化部副部长 国家电力监管委员会主席                                        | |
| 王岐山                             | 1948年 7月      | 中共中央政治局委员                                                    | 国务院副总理                                                                       | |
| 王沪宁                             | 1955年 10月6日  | 中共中央书记处书记 中央政策研究室主任                                 |                                                                                    | |
| 王國生                             | 1947年          |                                                                       | 兰州军区司令员                                                                     | 上将军衔 |
| 王金山                             | 1945年 2月      | 中共安徽省委书记                                                      | 安徽省人大常委会主任                                                               | |
| 王胜俊                             | 1946年 10月     | 中央政法委员会委员                                                    | 最高人民法院院长                                                                   | 中央社会治安综合治理委员会副主任 |
| 王家瑞                             | 1949年 9月      | 中共中央对外联络部部长                                                |                                                                                    | |
| 王鸿举                             | 1945年 10月     |                                                                       | 重庆市市长                                                                         | |
| 王喜斌                             | 1948年 2月      |                                                                       | 国防大学校长                                                                       | 上将军衔 |
| 乌云其木格 （女，蒙古族）          | 1942年 12月     |                                                                       | 全国人大常委会副委员长                                                             | |
| 尹蔚民                             | 1953年          | 中央机构编制委员会委员                                                | 人事部部长 中华人民共和国人力资源和社会保障部部长 国家公务员局局长                 | |
| 邓楠 （女）                        | 1945年 10月     |                                                                       | 中国科学技术协会党组书记、副主席、书记处第一书记                                   | |
| 邓昌友                             | 1947年 2月      | 空军党委书记                                                          | 空军政治委员                                                                       | 空军上将军衔 |
| 艾斯海提·克里木拜 （哈萨克族）     | 1947年 11月     | 中共新疆维吾尔自治区党委副书记                                        | 新疆维吾尔自治区政协主席                                                           | |
| 石宗源 （回族）                    | 1946年 7月      | 中共贵州省委书记                                                      | 贵州省人大常委会主任                                                               | |
| 卢展工                             | 1952年 5月      | 中共福建省委书记 中共河南省委书记                                     | 福建省人大常委会主任 河南省人大常委会主任                                          | |
| 田成平                             | 1945年 1月      |                                                                       | 劳动和社会保障部部长                                                               | |
| 田修思                             | 1950年 2月      | 成都军区党委书记                                                      | 成都军区政治委员                                                                   | 中将军衔 |
| 白立忱 （回族）                    | 1941年 1月      |                                                                       | 中华全国供销合作总社理事会主任 全国政协副主席                                      | |
| 白志健                             | 1948年          |                                                                       | 中央人民政府驻澳门特别行政区联络办公室主任                                         | |
| 白恩培                             | 1946年 9月      | 中共云南省委书记                                                      | 云南省人大常委会主任                                                               | |
| 白景富                             | 1945年 7月      | 公安部党委副书记                                                      | 公安部常务副部长 全国人大内务司法委员会副主任委员                                  | |
| 令计划                             | 1956年 10月     | 中共中央书记处书记 中央办公厅主任                                     |                                                                                    | |
| 司马义·铁力瓦尔地 （维吾尔族）     | 1944年 11月     |                                                                       | 新疆维吾尔自治区主席 全国人大常委会副委员长                                        | |
| 吉炳轩                             | 1951年 11月     | 中共黑龙江省委书记                                                    | 黑龙江省人大常委会主任                                                             | |
| 列确 （藏族）                      | 1944年 10月     |                                                                       | 西藏自治区人大常委会主任                                                           | |
| 吕祖善                             | 1946年 11月     | 中共浙江省委副书记                                                    | 浙江省省长                                                                         | |
| 回良玉 （回族）                    | 1944年 10月     | 中共中央政治局委员                                                    | 国务院副总理                                                                       | |
| 朱之鑫                             | 1949年          | 国家发展和改革委员会党组副书记                                        | 国家发展和改革委员会副主任                                                         | |
| 朱维群                             | 1947年 3月      | 中共中央统战部常务副部长                                              |                                                                                    | |
| 华建敏                             | 1940年 1月      |                                                                       | 国务委员兼国务院秘书长 中国红十字会会长 全国人大常委会副委员长                     | |
| 向巴平措 （藏族）                  | 1947年 5月      | 中共西藏自治区党委常务副书记                                          | 西藏自治区主席 西藏自治区人大主任                                                  | |
| 刘京                               | 1944年 12月     |                                                                       | 公安部副部长                                                                       | |
| 刘淇                               | 1942年 11月     | 中共中央政治局委员 北京市委书记                                       |                                                                                    | |
| 刘鹏                               | 1951年 9月      | 国家体育总局党组书记                                                  | 国家体育总局局长                                                                   | |
| 刘源                               | 1951年          |                                                                       | 军事科学院政治委员 总后勤部政治委员                                                | 上将军衔 |
| 刘云山                             | 1947年 7月      | 中共中央政治局委员 中央书记处书记 中央宣传部部长                      |                                                                                    | |
| 刘冬冬                             | 1945年          | 济南军区党委书记                                                      | 济南军区政治委员 全国人大外事委员会副主任委员                                      | 上将军衔 |
| 刘永治                             | 1944年 11月     | 总政治部党委委员                                                      | 总政治部副主任                                                                     | 上将军衔 |
| 刘成军                             | 1950年          |                                                                       | 军事科学院院长                                                                     | 空军上将军衔 |
| 刘延东 （女）                      | 1945年 11月     |                                                                       | 中共中央政治局委员 国务委员                                                        | |
| 刘志军                             | 1953年 1月      | 铁道部党组书记                                                        | 铁道部部长                                                                         | 2012年5月開除黨籍 |
| 刘奇葆                             | 1953年 1月      | 中共四川省委员会书记                                                  | 四川省人大常委会主任                                                               | |
| 刘明康                             | 1946年 8月28日  | 中国银监会党委书记                                                    | 中国银监会主席                                                                     | |
| 刘晓江                             | 1949年 12月     | 海军党委书记                                                          | 海军政治委员                                                                       | 海军上将军衔 |
| 刘家义                             | 1955年 8月      |                                                                       | 审计署审计长                                                                       | |
| 许其亮                             | 1950年 3月      | 中国共产党中央军事委员会委员                                          | 中华人民共和国中央军事委员会委员 空军司令员                                        | 空军上将军衔 |
| 孙大发                             | 1945年11月      |                                                                       | 总后勤部政治委员                                                                   | 上将军衔 |
| 孙忠同                             | 1944年 10月     | 中共中央纪律检查委员会副书记 中央军委纪律检查委员会书记               | 总政治部副主任                                                                     | 上将军衔 |
| 孙春兰 （女）                      | 1950年 5月      | 中共福建省委书记                                                      | 中华全国总工会党组书记、副主席、书记处第一书记福建省人大常委会主任                 | |
| 孙政才                             | 1963年 9月      | 中共吉林省省委书记                                                    | 农业部部长 吉林省人大常委会主任                                                    | |
| 孙晓群                             | 1944年 7月10日  | 中共中央直属机关工委原常务副书记                                      | 全国政协民族和宗教委员会副主任                                                     | |
| 苏荣                               | 1948年 10月     | 中共江西省委书记                                                      | 江西省人大常委会主任                                                               | |
| 杜青林                             | 1946年 11月     | 中共中央统战部部长                                                    | 全国政协副主席                                                                     | |
| 李斌 （女）                        | 1954年 10月     | 中共安徽省委副书记                                                    | 国家人口和计划生育委员会主任 安徽省省长                                            | |
| 李长才                             | 1949年 1月      | 兰州军区党委书记                                                      | 兰州军区政治委员                                                                   | 上将军衔 |
| 李长江                             | 1944年 10月     |                                                                       | 国家质量监督检验检疫总局局长 全国扫黄打非工作小组专职副组长                        | |
| 李长春                             | 1944年 2月      | 中共中央政治局常委 中央精神文明建设指导委员会主任                     |                                                                                    | 中央宣传思想工作领导小组组长 |
| 李从军                             | 1949年 10月     | 新华社党组书记                                                        | 新华社社长                                                                         | |
| 李世明                             | 1948年          |                                                                       | 成都军区司令员                                                                     | 上将军衔 |
| 李成玉 （回族）                    | 1946年 8月      |                                                                       | 中华全国供销合作总社理事会主任                                                     | |
| 李兆焯 （壮族）                    | 1944年 9月      |                                                                       | 全国政协副主席                                                                     | |
| 李克强                             | 1955年 7月      | 中共中央政治局常委 中共国务院党组副书记                               | 国务院副总理                                                                       | 中央财经领导小组副组长 国家信息化领导小组副组长 国务院西部地区开发领导小组副组长 国务院振兴东北地区等老工业基地领导小组副组长 国家应对气候变化及节能减排工作领导小组副组长 国家能源委员会副主任 国务院三峡工程建设委员会主任 国务院南水北调工程建设委员会主任 国务院食品安全委员会主任 国务院深化医药卫生体制改革领导小组组长 国务院防治艾滋病工作委员会主任 |
| 李学举                             | 1955年 7月      |                                                                       | 民政部部长                                                                         | |
| 李学勇                             | 1950年          | 科学技朮部党组书记 江苏省委副书记                                     | 科学技朮部副部长 江苏省省长                                                        | |
| 李建国                             | 1946年 4月      | 中共山东省委书记                                                      | 山东省人大常委会主任 全国人大常委会副委员长兼秘书长                                | |
| 李荣融                             | 1944年 12月     |                                                                       | 国务院国有资产监督管理委员会主任                                                   | |
| 李海峰 （女）                      | 1949年          |                                                                       | 国务院侨务办公室主任                                                               | |
| 李继耐                             | 1942年 7月      | 中国共产党中央军事委员会委员                                          | 总政治部主任                                                                       | 上将军衔 |
| 李盛霖                             | 1946年 11月     |                                                                       | 交通运输部部长                                                                     | |
| 李景田 （满族）                    | 1948年 1月      | 中共中央党校常务副校长                                                |                                                                                    | |
| 李源潮                             | 1950年 11月     | 中共中央政治局委员 中共中央书记处书记 中央组织部部长                  |                                                                                    | |
| 李毅中                             | 1945年 3月      |                                                                       | 工业和信息化部部长                                                                 | |
| 杨晶 （蒙古族）                    | 1953年 12月     |                                                                       | 国家民族事务委员会主任                                                             | |
| 杨元元                             | 1951年          |                                                                       | 国家安全生产监督管理总局副局长                                                     | |
| 杨传堂                             | 1954年 5月      | 中华全国供销合作总社党组书记                                          | 中华全国供销合作总社理事会主任                                                     | |
| 杨衍银 （女）                      | 1947年          | 中共中央国家机关工作委员会常务副书记                                  |                                                                                    | |
| 杨洁篪                             | 1950年 5月      |                                                                       | 外交部部长                                                                         | |
| 杨崇汇                             | 1945年          |                                                                       | 全国政协副秘书长 全国政协港澳台侨委员会副主任                                      | |
| 肖捷                               | 1957年 6月      |                                                                       | 国家税务总局局长                                                                   | |
| 吴双战                             | 1945年 2月      |                                                                       | 中国人民武装警察部队司令员                                                         | 武警上将警衔 |
| 吴邦国                             | 1941年 7月      | 中共中央政治局常委 全国人大常委会党组书记                             | 全国人大常委会委员长                                                               | |
| 吴胜利                             | 1945年 8月      | 海军党委副书记                                                        | 海军司令员                                                                         | 海军上将军衔 |
| 吴爱英 （女）                      | 1951年 12月     |                                                                       | 司法部部长                                                                         | |
| 吴新雄                             | 1949年 10月     |                                                                       | 江西省省长 国家电力监管委员会主席                                                  | |
| 何勇                               | 1940年 10月     | 中共中央书记处书记 中央纪委副书记                                     |                                                                                    | |
| 汪洋                               | 1955年 3月12日  | 中共中央政治局委员 广东省委书记                                       |                                                                                    | |
| 沈跃跃 （女）                      | 1957年 1月      | 中共中央组织部常务副部长                                              |                                                                                    | |
| 宋秀岩 （女）                      | 1955年 10月     | 中共青海省委副书记 全国妇联党组书记                                   | 青海省省长 全国妇联副主席                                                          | |
| 迟万春                             | 1946年 4月      |                                                                       | 总装备部政治委员                                                                   | 上将军衔 |
| 张平                               | 1946年 1月      |                                                                       | 国家发展和改革委员会主任                                                           | |
| 张阳                               | 1951年          |                                                                       | 广州军区政治委员                                                                   | 上将军衔 |
| 张又侠                             | 1950年 7月      |                                                                       | 沈阳军区司令员                                                                     | 上将军衔 |
| 张云川                             | 1946年          | 中共河北省委书记                                                      | 河北省人大常委会主任                                                               | |
| 张文岳                             | 1944年 10月     | 中共辽宁省委书记                                                      |                                                                                    | |
| 张玉台                             | 1945年          | 国务院发展研究中心党组书记                                            | 国务院发展研究中心主任 全国政协常委                                                | |
| 张左己                             | 1945年 1月      |                                                                       | 中国经济社会理事会副主席                                                           | |
| 张庆伟                             | 1961年 11月7日  | 中共河北省委副书记                                                    | 河北省省长                                                                         | |
| 张庆黎                             | 1951年 1月      | 中共河北省委书记                                                      | 河北省人大常委会主任                                                               | |
| 张宝顺                             | 1950年 2月      | 中共安徽省委书记                                                      | 安徽省人大常委会主任                                                               | |
| 张春贤                             | 1953年          | 中共湖南省委书记 中共新疆维吾尔自治区党委书记                         | 湖南省人大常委会主任                                                               | |
| 张高丽                             | 1946年 11月     | 中共天津市委书记                                                      |                                                                                    | |
| 张海阳                             | 1949年 7月      |                                                                       | 第二炮兵部队政治委员                                                               | 上将军衔 |
| 张德江                             | 1946年 11月     | 中共中央政治局委员                                                    | 中华人民共和国国务院副总理                                                         | 中共重庆市委员会书记 |
| 陆兵 （壮族）                      | 1944年 10月     |                                                                       | 广西壮族自治区主席 全国人大民族委员会副主任委员                                    | |
| 陆浩                               | 1947年 4月      | 中共甘肃省委书记                                                      | 甘肃省人大常委会主任                                                               | |
| 阿不来提·阿不都热西提 （维吾尔族） | 1942年 3月      |                                                                       | 全国政协副主席                                                                     | |
| 陈雷                               | 1954年 6月      | 水利部党组书记                                                        | 水利部部长                                                                         | |
| 陈至立 （女）                      | 1942年 11月     |                                                                       | 全国人大常委会副委员长 中华全国妇女联合会主席                                      | |
| 陈国令                             | 1947年 6月      |                                                                       | 南京军区政治委员                                                                   | 上将军衔 |
| 陈建国                             | 1945年 7月      | 中共宁夏回族自治区党委书记                                            | 宁夏回族自治区人大常委会主任                                                       | |
| 陈奎元                             | 1941年 1月      |                                                                       | 全国政协副主席 中国社会科学院院长                                                  | |
| 陈炳德                             | 1941年 7月      | 中国共产党中央军事委员会委员                                          | 中华人民共和国中央军事委员会委员 中国人民解放军总参谋长                            | 上将军衔 |
| 范长龙                             | 1947年          | 中国共产党中央军事委员会副主席（2012年11月－）                        | 济南军区司令员                                                                     | 上将军衔 |
| 林树森                             | 1946年 12月     | 中共贵州省委副书记                                                    | 贵州省省长                                                                         | |
| 尚福林                             | 1951年 11月13日 |                                                                       | 中国证监会主席 中国银监会主席                                                      | |
| 罗保铭                             | 1952年 10月     | 中共海南省委副书记                                                    | 海南省省长                                                                         | |
| 罗清泉                             | 1945年 11月     | 中共湖北省委书记                                                      | 湖北省省长 湖北省人大常委会主任                                                    | |
| 周济                               | 1946年 8月26日  | 教育部党组书记                                                        | 教育部部长 中国工程院院长                                                          | 中国工程院院士 |
| 周强                               | 1960年 4月      | 中共湖南省委书记                                                      | 湖南省人大常委会主任                                                               | |
| 周小川                             | 1948年 1月29日  |                                                                       | 中国人民银行行长                                                                   | |
| 周生贤                             | 1949年          | 环境保护部部党组书记                                                  | 环境保护部部长                                                                     | |
| 周永康                             | 1942年 12月     | 中共中央政治局常委 中央政法委书记 中央社会治安综合治理委员会主任      |                                                                                    | 中央维护稳定工作领导小组组长 |
| 周伯华                             | 1948年 7月      |                                                                       | 国家工商行政管理总局局长                                                           | |
| 房峰辉                             | 1951年 4月      |                                                                       | 北京军区司令员                                                                     | 上将军衔 |
| 孟学农                             | 1949年 8月      | 中共山西省委副书记 中央直属机关工委副书记                             | 山西省省长                                                                         | |
| 孟建柱                             | 1947年 7月      | 中央政法委员会副书记 公安部党委书记                                   | 公安部部长 国务委员 中国人民武装警察部队第一政治委员                               | |
| 赵乐际                             | 1957年 3月      | 中共陕西省委员会书记                                                  | 陕西省人大常委会主任                                                               | |
| 赵克石                             | 1947年 11月     |                                                                       | 南京军区司令员                                                                     | 上将军衔 |
| 赵洪祝                             | 1947年 7月      | 中共浙江省委书记                                                      | 浙江省人大常委会主任                                                               | |
| 胡春华                             | 1963年 4月      | 共青团中央书记处第一书记 中共河北省委副书记 中共内蒙古自治区党委书记  | 河北省省长                                                                         | |
| 胡锦涛                             | 1942年 12月21日 | 中共中央总书记 中共中央军委主席                                       | 国家主席 国家中央军委主席                                                          | 中央外事/国安工作领导小组组长 中央对台工作领导小组组长 |
| 柳斌杰                             | 1948年 9月      | 国家新闻出版总署党组书记                                              | 国家新闻出版总署署长、国家版权局局长                                               | |
| 俞正声                             | 1945年 4月      | 中共中央政治局员会 上海市委书记                                       |                                                                                    | |
| 姜大明                             | 1953年 3月      |                                                                       | 山东省省长                                                                         | |
| 姜伟新                             | 1949年 1月      |                                                                       | 建设部副部长 住房和城乡建设部部长                                                  | |
| 姜异康                             | 1953年 1月      | 中共山东省委书记                                                      | 山东省人大常委会主任                                                               | |
| 贺国强                             | 1943年 10月     | 中共中央政治局常委 中央纪委书记                                       | 无                                                                                 | 中央巡视工作领导小组组长 |
| 秦光荣                             | 1950年 12月1日  | 中共云南省委书记                                                      | 云南省省长 云南省人大常委会主任                                                    | |
| 袁纯清                             | 1952年 3月      | 中共山西省委书记                                                      | 陕西省省长                                                                         | |
| 耿惠昌                             | 1951年          |                                                                       | 国家安全部部长                                                                     | |
| 聂卫国                             | 1952年 8月      | 中共新疆维吾尔自治区党委副书记                                        | 中国新建集团公司董事长 新疆生产建设兵团政治委员 国务院三峡工程建设委员会办公室主任 | |
| 贾庆林                             | 1940年 3月      | 中共中央政治局常委 全国政协党组书记                                   | 全国政协主席                                                                       | 中央对台工作领导小组副组长 中国和平统一促进会会长 |
| 贾治邦                             | 1946年 11月     |                                                                       | 国家林业局局长 国家森林防火指挥部总指挥                                            | |
| 钱运录                             | 1944年 10月     | 中共黑龙江省委书记                                                    | 黑龙江省人大常委会主任 全国政协副主席兼秘书长                                      | |
| 徐才厚                             | 1943年 6月      | 中共中央政治局委员 中共中央军事委员会副主席                           | 中华人民共和国中央军事委员会副主席                                                 | 上将军衔 |
| 徐光春                             | 1944年 11月     | 中共河南省委书记                                                      | 河南省人大常委会主任                                                               | |
| 徐守盛                             | 1953年 1月      | 中共甘肃省委副书记 中共湖南省委副书记                                 | 甘肃省省长 湖南省省长                                                              | |
| 徐绍史                             | 1951年1 0月     | 国土资源部党组书记                                                    | 国土资源部部长                                                                     | |
| 高强                               | 1944年 8月      | 中共卫生部党组书记                                                    | 卫生部副部长 全国人大财政经济委员会副主任委员 全国人大常委会预算工作委员会主任     | |
| 郭伯雄                             | 1942年 7月      | 中共中央政治局委员 中共中央军事委员会副主席                           | 中华人民共和国中央军事委员会副主席                                                 | 上将军衔 |
| 郭金龙                             | 1947年 7月      | 中共北京市委副书记、书记                                              | 北京市市长                                                                         | |
| 郭庚茂                             | 1950年 12月     | 中共河南省委副书记                                                    | 河南省省长                                                                         | |
| 黄小晶                             | 1946年 2月      | 中共福建省委副书记                                                    | 福建省省长                                                                         | |
| 黄华华                             | 1946年 10月     | 中共广东省委副书记                                                    | 广东省省长                                                                         | |
| 黄晴宜 （女）                      | 1944年 10月     |                                                                       | 中华全国妇女联合会副主席、书记处第一书记 中国妇女发展基金会理事长                  | |
| 黄献中                             | 1945年          |                                                                       | 沈阳军区政治委员                                                                   | 上将军衔 |
| 曹建明                             | 1955年 9月24日  |                                                                       | 最高人民检察院检察长                                                               | |
| 盛光祖                             | 1949年          | 海关总署党组书记 铁道部党组书记                                       | 海关总署署长 铁道部部长                                                            | |
| 常万全                             | 1949年 1月      | 中共中央军事委员会委员                                                | 总装备部部长                                                                       | 上将军衔 |
| 符廷贵                             | 1944年 8月      |                                                                       | 北京军区政治委员                                                                   | 上将军衔 |
| 康日新                             | 1953年 8月      | 中国核工业集团公司党组书记                                            | 中国核工业集团公司总经理                                                           | 2010年10月撤銷職務 |
| 章沁生                             | 1948年 5月      |                                                                       | 广州军区司令员 中国人民解放军副总参谋长                                            | 上将军衔 |
| 梁光烈                             | 1940年 12月     |                                                                       | 国务委员兼国防部部长                                                               | 上将军衔 |
| 梁保华                             | 1945年 11月     | 中共江苏省委书记                                                      | 江苏省省长 江苏省人大常委会主任                                                    | |
| 彭小枫                             | 1945年 2月      |                                                                       | 第二炮兵政治委员                                                                   | 上将军衔 |
| 彭清华                             | 1957年          |                                                                       | 中央人民政府驻香港特别行政区联络办公室副主任、主任                                 | |
| 葛振峰                             | 1944年 10月     |                                                                       | 中国人民解放军总参谋部副总参谋长 全国人大华侨委员会副主任委员                      | 上将军衔 |
| 董贵山                             | 1946年 7月      |                                                                       | 西藏军区司令员 成都军区副司令员                                                    | 中将军衔 |
| 蒋巨峰                             | 1948年 10月     | 中共四川省委副书记                                                    | 四川省省长                                                                         | |
| 韩正                               | 1954年 4月      | 中共上海市委副书记                                                    | 上海市市长                                                                         | |
| 韩长赋                             | 1954年 10月     |                                                                       | 吉林省省长 农业部部长                                                              | |
| 喻林祥                             | 1945年 1月      |                                                                       | 中国人民武装警察部队政治委员                                                       | 武警上将警衔 |
| 储波                               | 1944年 10月     | 中共内蒙古自治区党委书记                                              | 内蒙古自治区人大常委会主任                                                         | |
| 童世平                             | 1947年 7月      |                                                                       | 国防大学校长 总政治部副主任                                                        | 海军上将军衔 |
| 温家宝                             | 1942年 9月15日  | 中共中央政治局常委 国务院党组书记                                     | 国务院总理                                                                         | 中央财经领导小组组长 中央机构编制委员会主任 国家国防动员委员会主任 国家能源委员会主任 国家科技教育领导小组组长 国家信息化领导小组组长 国务院西部地区开发领导小组组长 国务院振兴东北地区等老工业基地领导小组组长 国家应对气候变化及节能减排工作领导小组组长                                                                                                   |
| 谢旭人                             | 1947年 10月     | 中央机构编制委员会委员                                                | 财政部长                                                                           | |
| 强卫                               | 1953年 3月      | 中共青海省委书记                                                      | 青海省人大常委会主任                                                               | |
| 路甬祥                             | 1942年 4月28日  |                                                                       | 全国人大常委会副委员长 中国科学院院长                                              | |
| 靖志远                             | 1944年 12月     | 中国共产党中央军事委员会委员                                          | 中华人民共和国中央军事委员会委员 第二炮兵司令员                                    | 上将军衔 |
| 蔡武                               | 1949年 10月     | 文化部党委书记                                                        | 文化部部长                                                                         | |
| 廖晖                               | 1942年 5月      |                                                                       | 全国政协副主席 国务院港澳事务办公室主任                                            | |
| 廖锡龙                             | 1940年 6月      | 中国共产党中央军事委员会委员                                          | 中华人民共和国中央军事委员会委员 总后勤部部长                                      | 上将军衔 |
| 薄熙来                             | 1949年 7月3日   | 中共中央政治局委员 重庆市委书记                                       |                                                                                    | 2012年4月停止职务 2012年9月开除党籍 |
| 戴秉国 （土家族）                  | 1941年 3月      |                                                                       | 国务委员                                                                           | |
| 戴相龙                             | 1944年 11月     |                                                                       | 全国社会保障基金理事会理事长                                                       | |
| 魏礼群                             | 1944年          |                                                                       | 国务院研究室主任 国家行政学院副院长                                                | |

## 遞補委員
2008年10月中共十七屆三中全會遞補
- 王新宪

2010年10月中共十七屆五中全會遞補
- 焉荣竹

2012年11月中共十七届七中全会遞补
- 王学军、王建平